# Jerrold Marsden
Pour les articles homonymes, voir Marsden.
Jerrold Eldon Marsden (1942-2010) est un mathématicien canadien qui travaille en géométrie différentielle, mécanique géométrique et géométrie symplectique.

## Biographie
Marsden fait des études de mathématiques à l'université de Toronto et à l'université de Princeton, où il obtient un Ph. D. en 1968 sous la direction d'Arthur Wightman(Hamiltonian One Parameter Groups and Generalized Hamiltonian Mechanics). Il est ensuite professeur à Berkeley. À partir de 1995 il est au California Institute of Technology (Caltech), en tant que Carl F. Braun Professor of Engineering and Control & Dynamical Systems. Il était professeur invité entre autres à Édimbourg, Hambourg, Munich, Paris, Toronto et à l'Université Cornell. Il est l'un des fondateurs de l'Institut Fields à Toronto en 1991, institut qui porte le nom de John Charles Fields.

## Travaux de recherche
Marsden fonde, avec Alan Weinstein la théorie de réduction symplectique de systèmes mécaniques avec symétrie. Il travaille dans des domaines d'applications les plus divers de la mécanique : (mécanique des corps rigides, physique des plasmas, hydrodynamique, théorie de l'élasticité, mécanique céleste et voyages spatiaux), et notamment théorie du contrôle.
Parmi ses doctorants figurent Tudor Ratiu et Graciela Chichilnisky.

## Distinctions
En 1970 il est conférencier invité au Congrès international des mathématiciens de Nice (On the motion of incompressible fluids, avec D. G. Ebin). En 1981, Marsden est lauréat du prix Jeffery-Williams. En 1990 Marsden reçoit le prix Norbert Wiener pour les mathématiques appliquées « for his outstanding contributions to the study of differential equations in mechanics: he proved the existence of chaos in specific classical differential equations; his work on the momentum map, from abstract foundations to detailed applications, has had great impact. ». En 1997 il est élu membre de l'Académie américaine des arts et des sciences. En 2000 il reçoit le Max-Planck-Forschungspreis. En 2005 il est lauréat de la John von Neumann Lecture de la SIAM. En 2006 il est élu Fellow of the Royal Society En 2006 toujours, il est fait docteur honoris causa de l'Université de Surrey.

## Publications
- avec Arthur Wightman, Lectures on Statistical Mechanics, Princeton 1967.
- Lectures on Mechanics, Cambridge University Press 1992.
- avec Ralph Abraham, Foundations of Mechanics, 2e édition, AMS 2008.
- avec Thomas J. R. Hughes, Foundations of Elasticity, Prentice-Hall 1983, Dover 1994.
- avec Ralph Abraham et Tudor Ratiu, Manifolds, Tensor Analysis and Applications, Springer 1988.
- avec Tudor Ratiu, Mechanics and Symmetry, Springer 1994, 2e édition 2000.
- avec Tudor Ratiu et Cendrea, « Geometric Mechanics, Lagrangian Reduction and Nonholonomic Systems », dans : Engquist, W.Schmid (éd.), Mathematics Unlimited – 2001 and Beyond, Springer 2000.
- avec Alexandre Chorin, A mathematical introduction to fluid mechanics, Springer 1993.
- avec Wang Sang Koon, Martin W. Loo, Shane D. Ross, Dynamical systems, the three body problem and space mission design,
- Lectures on geometric methods in mathematical physics, SIAM 1981.
- Applications of global analysis to mathematical physics, Publish or Perish 1974.
- avec Paul Chernoff (de), Properties of infinite dimensional Hamiltonian systems, Springer 1974
- avec Marjorie McCracken: The Hopf Bifurcation and its applications, Springer 1976.
- avec Misiolek, Ortega, Matthew Perlmutter, Ratiu: Hamiltonian Reduction by Stages, Springer 2007.
- avec Alan Weinstein, Anthony Tromba (en), Basic multivariable Calculus, Freeman, 1983, 1993, Springer 1992.
- avec Alan Weinstein, Calculus 1,2,3. 2e édition, Springer 1985.
- avec Alan Weinstein, Calculus Unlimited, Benjamin-Cummings 1981.
- avec Anthony Tromba, Vector Calculus, Freeman 1976, 5e édition 2003.
- avec Michael Hoffman, Elementary classical analysis, Freeman 1974, 1993.
- avec Michael Hoffman, Basic complex analysis, Freeman 1998.